# Fuga in Egitto (Giotto)
La Fuga in Egitto è un affresco (200x185 cm) di Giotto, databile al 1303-1305 circa e facente parte del ciclo della Cappella degli Scrovegni a Padova. È compresa nelle Storie di Gesù del registro centrale superiore, nella parete destra guardando verso l'altare.

## Descrizione e stile
Un angelo appare in cielo e con gesto eloquente invita la Sacra Famiglia alla fuga, per scampare alla futura strage degli innocenti. La scena mostra Maria al centro seduta su un asino e reggente il figlio in grembo grazie a una sciarpa rigata annodata al collo. Indossa la veste rossa e un manto che, originariamente, era blu oltremare, di cui restano solo poche tracce. Un inserviente, munito di borraccia alla cintura, guida l'animale conversando amorevolmente con Giuseppe, che regge un cesto o una sorta di fiasco e porta un bastone in spalla. Chiudono il corteo tre aiutanti di Maria, che conversano con naturalezza tra di loro.
La scena è racchiusa da una piramide evidenziata dallo sperone roccioso sullo sfondo, punteggiato qua e là da alberelli che simboleggiano le "lande desolate e aride" di cui parlano i testi apocrifi. 
Delicate sono le tonalità dei colori, che spiccano sull'azzurro del cielo (in questo caso danneggiato), armonizzandosi con le altre scene della cappella. Le figure appaiono come scolpite per blocchi di colore dai contorni taglienti.

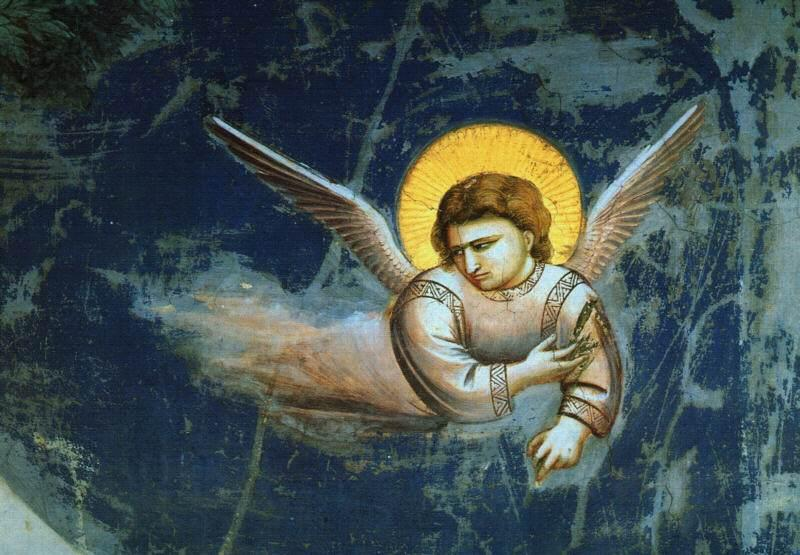
Dettaglio
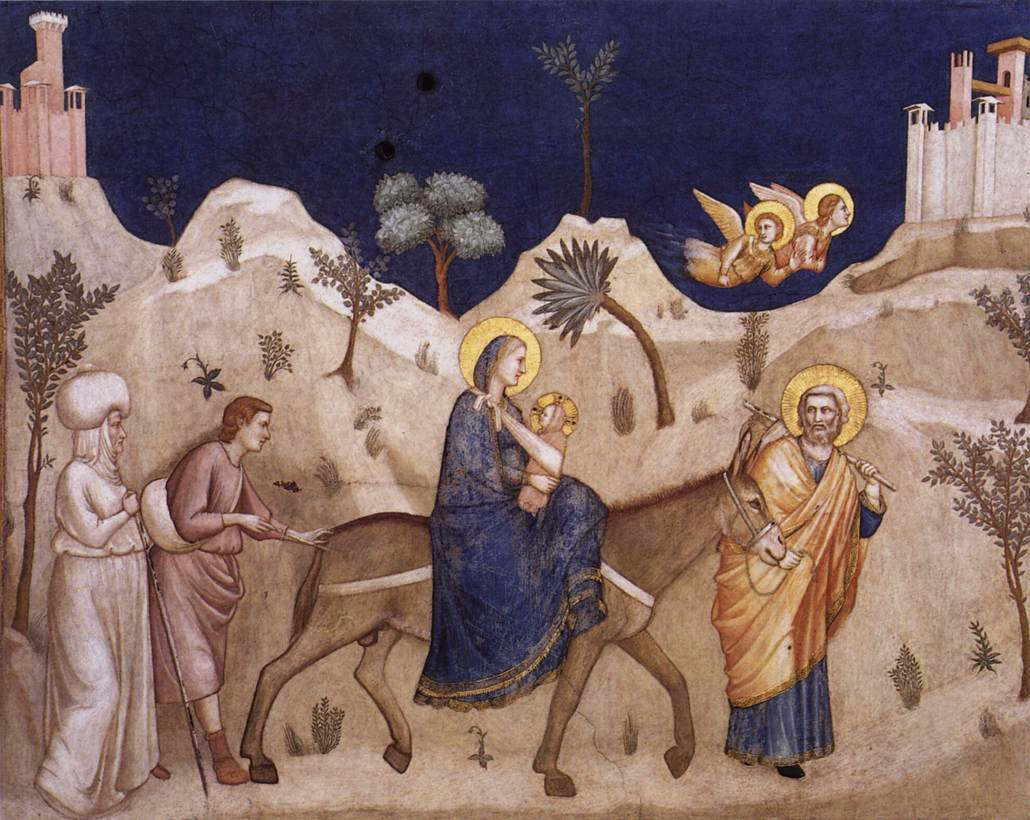
La Fuga in Egitto di Giotto e bottega nel transetto destro della basilica inferiore di Assisi